# 3357 Tolstikov
3357 Tolstikov eller 1984 FT är en asteroid i huvudbältet som upptäcktes den 21 mars 1984 av den tjeckiske astronomen Antonín Mrkos vid Kleť-observatoriet i Tjeckien. Den är uppkallad efter den sovjetiske polarforskaren Jevgenj J. Tolstikov.
Asteroiden har en diameter på ungefär 16 kilometer och den tillhör asteroidgruppen Eos.